# Primera División (Chile) 2013/14 Clausura
Die Clausura der Primera División 2014, auch unter dem Namen Campeonato Nacional Clausura Scotiabank 2014 bekannt, war die 94. Spielzeit der Primera División, der höchsten Spielklasse im Fußball in Chile. Die Saison begann am 3. Januar und endete am 11. Mai.
Die Saison wurde wie bereits in den Vorjahren in zwei eigenständige Halbjahresmeisterschaften, der Apertura und Clausura, unterteilt. Durch die Transición 2013 wurde der Rhythmus vom Kalenderjahr auf den europäischen Modus angepasst.
Die Meisterschaft gewann das Team von Rekordmeister CSD Colo-Colo. Für die Caciques war es der 30. Meisterschaftstitel der Vereinsgeschichte, die sich damit gleichzeitig für die Copa Libertadores 2015 qualifizierten. Für die Copa Sudamericana 2014 qualifizierte sich der beste der Gesamttabelle CD Universidad Católica und CD Cobresal als Sieger der Pre-Liguilla, in der die besten noch nicht international qualifizierten Teams aus der Ligatabelle einen Startplatz ausspielen. Zudem spielen der Pokalsieger Deportes Iquique und Pokalfinalist CD Huachipato in der in der zweiten Jahreshälfte stattfindenden Copa Sudamericana.
Die Absteiger werden anhand der Gesamttabelle ermittelt. Als Tabellenletzter steigen die Rangers de Talca und als Vorletzter der Everton ab.

## Modus
Die 18 Teams spielen einmalig jeder gegen jeden. Meister ist das Team mit den meisten Punkten. Bei Punktgleichstand gibt es ein Entscheidungsspiel.
Für die Copa Libertadores qualifiziert sich der Meister. An der Copa Sudamericana nehmen das beste Team der Gesamttabelle, der Pokalsieger und -finalist sowie der Sieger der Pre-Liguilla Copa Sudamericana teil. 
Die beiden letzten Teams der Gesamttabelle steigen in die Primera B ab.

## Teilnehmer
Der Absteiger der Vorsaison CD San Marcos de Arica wurden durch den Aufsteiger aus der Primera B Universidad de Concepción ersetzt. Folgende Vereine nahmen daher an der Meisterschaft 2013/14 teil:
| Mannschaft                | Stadt             | Stadion                                      | Kapazität |
| ------------------------- | ----------------- | -------------------------------------------- | --------- |
| Deportes Antofagasta      | Antofagasta       | Estadio Regional de Antofagasta              | 26.339    |
| Audax Italiano            | Santiago de Chile | Estadio Bicentenario Municipal de La Florida | 12.000    |
| CD Cobreloa               | Calama            | Estadio Zorros del Desierto                  | 20.180    |
| CD Cobresal               | El Salvador       | Estadio El Cobre                             | 20.752    |
| CSD Colo-Colo             | Santiago de Chile | Estadio Monumental                           | 45.000    |
| Everton                   | Viña del Mar      | Estadio Sausalito                            | 18.000    |
| CD Huachipato             | Talcahuano        | Estadio CAP                                  | 10.500    |
| Ñublense                  | Chillán           | Estadio Nelson Oyarzún                       | 12.000    |
| CD O’Higgins              | Rancagua          | Estadio El Teniente                          | 15.450    |
| Rangers de Talca          | Talca             | Estadio Fiscal de Talca                      | 08.324    |
| CD Palestino              | Santiago de Chile | Estadio Municipal de La Cisterna             | 08.000    |
| Deportes Iquique          | Iquique           | Estadio Tierra de Campeones                  | 12.000    |
| Santiago Wanderers        | Valparaíso        | Estadio Elías Figueroa Brander               | 18.500    |
| Universidad Católica      | Santiago de Chile | Estadio San Carlos de Apoquindo              | 13.000    |
| Universidad de Chile      | Santiago de Chile | Estadio Nacional de Chile                    | 49.000    |
| Universidad de Concepción | Concepción        | Estadio Municipal de Concepción              | 29.000    |
| Unión Española            | Santiago de Chile | Estadio Santa Laura                          | 19.000    |
| Unión La Calera           | La Calera         | Estadio Municipal Nicolás Chahuán Nazar      | 10.000    |

## Ligaphase
| Pl.                                | Verein                        | Sp. | S  | U | N  | Tore    | Diff. | Punkte |
| ---------------------------------- | ----------------------------- | --- | -- | - | -- | ------- | ----- | ------ |
| 1.                                 | CSD Colo-Colo                 | 17  | 13 | 3 | 1  | 045:200 | +25   | 42     |
| 2.                                 | Universidad Católica          | 17  | 10 | 3 | 4  | 032:190 | +13   | 33     |
| 3.                                 | CD O’Higgins (M)              | 17  | 8  | 6 | 3  | 020:120 | +8    | 30     |
| 4.                                 | Universidad de Concepción (N) | 17  | 7  | 6 | 4  | 020:170 | +3    | 27     |
| 5.                                 | CD Palestino                  | 17  | 7  | 5 | 5  | 025:200 | +5    | 26     |
| 6.                                 | CD Huachipato                 | 17  | 7  | 4 | 6  | 031:280 | +3    | 25     |
| 7.                                 | Deportes Iquique              | 17  | 8  | 1 | 8  | 023:240 | −1    | 25     |
| 8.                                 | CD Cobreloa                   | 17  | 6  | 4 | 7  | 021:220 | −1    | 22     |
| 9.                                 | Unión Española                | 17  | 6  | 4 | 7  | 025:340 | −9    | 22     |
| 10.                                | CD Cobresal                   | 17  | 6  | 3 | 8  | 023:250 | −2    | 21     |
| 11.                                | Deportes Antofagasta          | 17  | 5  | 6 | 6  | 019:230 | −4    | 21     |
| 12.                                | Universidad de Chile          | 17  | 6  | 2 | 9  | 022:220 | ±0    | 20     |
| 13.                                | Unión La Calera               | 17  | 6  | 2 | 9  | 021:280 | −7    | 20     |
| 14.                                | Audax Italiano                | 17  | 4  | 7 | 6  | 022:220 | ±0    | 19     |
| 15.                                | Santiago Wanderers            | 17  | 5  | 4 | 8  | 022:240 | −2    | 19     |
| 16.                                | Everton                       | 17  | 5  | 4 | 8  | 016:270 | −11   | 19     |
| 17.                                | Deportivo Ñublense            | 17  | 5  | 2 | 10 | 021:300 | −9    | 17     |
| 18.                                | Rangers de Talca              | 17  | 4  | 4 | 9  | 015:260 | −11   | 16     |
| Quelle: rsssf.org, Stand: Endstand |                               |     |    |   |    |         |       |        |

| (M) | Vorjahresmeister |
| (N) | Aufsteiger       |

## Beste Torschützen
| Rang | Spieler         | Klub                    | Tore |
| ---- | --------------- | ----------------------- | ---- |
| 1    | Esteban Paredes | CSD Colo-Colo           | 16   |
| 2    | David Llanos    | CD Huachipato           | 13   |
| 3    | Patricio Rubio  | CF Universidad de Chile | 13   |
| 4    | Leandro Benegas | Unión La Calera         | 10   |
| 5    | Gustavo Canales | Unión Española          | 9    |
| 6    | Ever Cantero    | CD Cobresal             | 8    |
|      | Felipe Flores   | CSD Colo-Colo           | 8    |
|      | Carlos Salom    | Unión Española          | 8    |
|      | Luciano Vázquez | Deportivo Ñublense      | 8    |
| 10   | Felipe Mora     | Audax Italiano          | 7    |

## Gesamttabelle
| Pl.                                | Verein                        | Sp. | S  | U  | N  | Tore    | Diff. | Punkte |
| ---------------------------------- | ----------------------------- | --- | -- | -- | -- | ------- | ----- | ------ |
| 1.                                 | Universidad Católica          | 34  | 22 | 6  | 6  | 069:320 | +37   | 72     |
| 2.                                 | CD O’Higgins (M)              | 34  | 20 | 9  | 5  | 048:250 | +23   | 69     |
| 3.                                 | CSD Colo-Colo                 | 34  | 20 | 6  | 8  | 067:430 | +24   | 66     |
| 4.                                 | CD Palestino                  | 34  | 15 | 8  | 11 | 051:460 | +5    | 53     |
| 5.                                 | Deportes Iquique              | 34  | 15 | 6  | 13 | 045:450 | ±0    | 51     |
| 6.                                 | Unión Española                | 34  | 15 | 5  | 14 | 046:490 | −3    | 50     |
| 7.                                 | Universidad de Concepción (N) | 34  | 12 | 13 | 9  | 041:360 | +5    | 49     |
| 8.                                 | Universidad de Chile          | 34  | 13 | 8  | 13 | 058:430 | +15   | 47     |
| 9.                                 | CD Cobreloa                   | 34  | 12 | 9  | 13 | 040:400 | ±0    | 45     |
| 10.                                | CD Cobresal                   | 34  | 13 | 6  | 15 | 041:500 | −9    | 45     |
| 11.                                | Deportes Antofagasta          | 34  | 11 | 11 | 12 | 037:450 | −8    | 44     |
| 12.                                | Deportivo Ñublense            | 34  | 12 | 5  | 17 | 049:580 | −9    | 41     |
| 13.                                | CD Santiago Wanderers         | 34  | 10 | 10 | 14 | 042:490 | −7    | 40     |
| 14.                                | CD Huachipato                 | 34  | 10 | 8  | 16 | 037:480 | −11   | 38     |
| 15.                                | Audax Italiano                | 34  | 8  | 12 | 14 | 045:470 | −2    | 36     |
| 16.                                | Unión La Calera               | 34  | 9  | 8  | 17 | 036:520 | −16   | 35     |
| 17.                                | Everton                       | 34  | 10 | 5  | 19 | 032:560 | −24   | 35     |
| 18.                                | Rangers de Talca              | 34  | 8  | 7  | 19 | 035:580 | −23   | 31     |
| Quelle: rsssf.org, Stand: Endstand |                               |     |    |    |    |         |       |        |

| (M) | Vorjahresmeister |
| (N) | Aufsteiger       |

## Pre-Liguilla Copa Sudamericana

### Halbfinale
|             | Gesamt |                           | Hinspiel | Rückspiel |
| ----------- | ------ | ------------------------- | -------- | --------- |
| CD Cobresal | 3:2    | Universidad de Concepción | 0:0      | 3:2       |
| CD Cobreloa | 0:5    | CD Palestino              | 0:1      | 0:4       |

### Finale
Das Hinspiel fand am 7. Mai, das Rückspiel am 11. Mai statt.
|             | Gesamt |              | Hinspiel | Rückspiel |
| ----------- | ------ | ------------ | -------- | --------- |
| CD Cobresal | 3:2    | CD Palestino | 2:0      | 1:2       |

Mit dem Erfolg qualifizierte sich der CD Cobresal für die Copa Sudamericana 2014.